# Animals as Leaders (album)
Animals as Leaders è l'album di debutto del gruppo progressive metal Animals as Leaders, progetto strumentale solista di Tosin Abasi. È stato pubblicato dalla Prosthetic Records il 28 aprile 2009.

## Tracce
1. Tempting Time - 5:23
2. Soraya - 4:27
3. Thoroughly at Home - 4:02
4. On Impulse - 6:09
5. Tessitura - 1:06
6. Behaving Badly - 4:26
7. The Price of Everything and the Value of Nothing - 5:32
8. CAFO - 6:41
9. Inamorata - 6:08
10. Point to Point - 1:44
11. Modern Meat - 2:06
12. Song of Solomon - 4:16

## Formazione
- Tosin Abasi - chitarra, basso
- Misha Mansoor - tastiera, batteria